# Kołbacz
Kołbacz [ˈkɔwbat͡ʂ] (tiếng Đức: Kolbatz) là một ngôi làng thuộc khu hành chính của Gmina Stare Czarnowo, thuộc quận Gryfino, West Pomeranian Voivodeship, ở phía tây bắc Ba Lan. Nó nằm khoảng 4 kilômét (2 mi) về phía đông bắc của Stare Czarnowo, 23 km (14 mi) về phía đông Gryfino và 20 km (12 mi) về phía đông nam của thủ đô khu vực Szczecin. Nó nằm trên đồng bằng Pyrzyce-Stargard, ở bờ phía tây của sông Płonia, và có khoảng 1400 cư dân.
Khu vực này đã có người ở kể từ ít nhất là thời kỳ văn hóa Lusatian. Năm 1173, nó đã được tặng cho trật tự Xitô (ban đầu là của Đan Mạch). Từ năm 1210 đến 1347, một tu viện lớn (Tu viện Kołbacz) và một số trang trại đã được xây dựng trong khu vực để chứa các nhà sư. Trong các nguồn được gọi là Colbatz, Kolbatz, Colbas, đôi khi Mera Vallis có nghĩa là Thung lũng tươi sáng. Sau khi thế tục hóa những người theo trường phái Pomeranian vào năm 1555, khu vực này trở thành tài sản riêng của Công tước Pomerania-Stettin, tu viện được chuyển thành lâu đài và sau đó trở thành nơi cư trú mùa hè của công tước. Các phán quyết của Hòa bình Westfalen (1648) và Hiệp ước Stettin (1653) đã giao Kolbatz cho Brandenburg, sau này trở thành một phần của Vương quốc Phổ. Từ năm 1815, nó nằm trong Tỉnh Pomerania. Sau năm 1945, nó trở thành một phần của Ba Lan.
Trong số những điểm tham quan lịch sử đáng chú ý nhất là tàn dư của Cistercian abbey, bao gồm một nhà thờ Romanesque-Gothic (1210 mật1347), một trong những nhà thờ bằng gạch lâu đời nhất ở Pomerania. Ngoài ra còn có tàn dư của tu viện, cũng như nhà của một người cải đạo, nhà của trụ trì, một nhà kho gothic và một tòa tháp kiên cố.

## Cư dân đáng chú ý
- Karl-Ludwig Barths